# صياد وجامع شرقي
في علم الآثار، المصطلح صياد جامع شرقي هو الاسم الذي يطلق على مكون أسلاف متميز يمثل النسب من العصر الحجري الوسيط الصيادين في أوروبا الشرقية . خلال العصر الحجري المتوسط، سكنت مجموعات الصيادو الجامعين الشرقيون منطقة تمتد من بحر البلطيق إلى جبال الأورال ونزولاً إلى سهوب بونتيك-قزوين . 
إلى جانب مجموعات الصيادين الإسكندنافية (SHG) والصياد الجامع الغربي، شكلت مجموعات صيادو الشرق واحدة من المجموعات الجينية الرئيسية الثلاث في فترة ما بعد العصر الجليدي لأوائل الهولوسين في أوروبا.  كانت الحدود بينهما تمتد تقريبًا من نهر الدانوب السفلي، شمالًا على طول الغابات الغربية لنهر دنيبر باتجاه غرب بحر البلطيق .